# The Grand Budapest Hotel
The Grand Budapest Hotel (bra: O Grande Hotel Budapeste; prt: Grand Budapest Hotel) é um filme teuto-americano de 2014, do gênero Comédia dramática, dirigido por Wes Anderson com roteiro dele e Hugo Guinness baseado em textos de Stefan Zweig.

## Enredo

### Prólogo
Nos dias atuais, uma jovem garota aproxima-se de um monumento em homenagem a um autor, que fica em um cemitério. Ela carrega um livro escrito por alguém identificado como "O Autor", e começa a ler um capítulo onde O Autor (Tom Wilkinson) narra uma história a partir de sua escrivaninha em 1985, sobre uma viagem que ele fez ao Grande Hotel Budapeste em 1968.
Localizado na República da Zubrowka, um estado fictício no centro da Europa dizimado pela guerra e pela pobreza, O Autor, ainda jovem (Jude Law), descobre o distante hotel que passa por dificuldades. Muitos de seus majestosos aposentos encontram-se caindo aos pedaços, e os hóspedes são poucos. O Autor encontra o velho dono do hotel, Zero Moustafa (F. Murray Abraham), e é convidado para jantar à noite. Numa mesa no enorme salão do hotel, Moustafa conta-lhe como passou a ser o dono, e porque ele não pensa em fechá-lo.

### Parte 1: M. Gustave
A história começa em 1932, nos dias de glória do hotel, onde o jovem Zero (Tony Revolori) trabalha como mensageiro, recém chegado a Zubrowka fugindo da guerra em seu país após ter sua família dizimada. Zero torna-se amigo de Agatha (Saoirse Ronan), uma confeiteira. Zubrowka está à beira da guerra, mas Monsieur Gustave H. (Ralph Fiennes), concierge do hotel, não dá à mínima.
O dono do hotel é desconhecido, e apenas envia mensagens importantes através de seu advogado e procurador, Vilmos Kovacs (Jeff Goldblum). Quando não está atendendo aos hóspedes, Gustave corteja velhas senhoras que vão ao hotel para conhecer seu "excepcional serviço". Uma das senhoras é Madame Céline Villeneuve Desgoffe und Taxis, ou "Madame D" (Tilda Swinton), que passa a noite com Gustave antes de seguir viagem.

### Parte 2: Madame C.V.D.u.T.
Um mês depois, Gustave é informado que Madame D morreu. Levando Zero consigo, ele viaja para seu funeral e leitura do testamento onde Kovacs, que por coincidência é o testamenteiro, revela que Madame D deixou para Gustave uma valiosa pintura, o Menino com uma Maçã, o que enfurece os familiares, que lá estavam em grande número.
O filho de Madame D, Dmitri Desgoffe und Taxis (Adrien Brody), ordena a prisão de Gustave, que foge com a ajuda de Zero roubando a pintura. Eles retornam ao Grande Budapeste e durante a viagem fazem um pacto onde, em troca da ajuda, Zero torna-se o herdeiro de Gustave; a pintura é escondida num cofre. Gustave é preso sob a acusação de assassinato por envenenamento por estricnina de Madame D, delatado pelo mordomo Serge X (Mathieu Amalric) em um depoimento forçado, onde ele diz ter visto Gustave na casa em uma dada noite.

### Parte 3: Campo de Internação 19
Ao chegar na prisão, Gustave é colocado numa cela com criminosos violentos, mas ganha o respeito deles após dar uma surra em um deles por "questionar sua virilidade". Gustave diz a Zero que tem um álibi para a noite em que Madame D foi assassinada: ele passou a noite com uma outra senhora idosa; entretanto, ele não quer expô-la por ela ser da alta sociedade, por isto não pode falar.
Zero envia a Gustave ferramentas escondidas em doces preparados por Agatha, agora noiva de Zero. Com as ferramentas, Gustave e um grupo de prisioneiros, liderados por Ludwig (Harvey Keitel), conseguem fugir, com um deles se sacrificando quando eles são descobertos por guardas.

### Parte 4: A Sociedade das Chaves Cruzadas
J.G. Jopling (Willem Dafoe), um assassino contratado por Dmitri, decepa os dedos e em seguida mata Kovacs, por ele ter se recusado a trabalhar para Dmitri; Jopling persegue Gustave e Zero. Gustave liga e pede ajuda para Monsieur Ivan (Bill Murray), um membro da Sociedade das Chaves Cruzadas, uma ordem fraternal de concierges.
Com a ajuda dos membros da fraternidade, Gustave e Zero chegam num monastério no topo de uma montanha onde encontram Serge, a única pessoa que pode inocentar Gustave, mas Serge é morto por Jopling antes de revelar uma importante informação a respeito de uma segunda cópia de um segundo testamento que Madame D deixou. Gustave e Zero perseguem Jopling, que foge de esqui; quando Jopling está prestes a matar Gustave, que está à beira de um precipício, Zero empura Jopling, matando-o, e salva Gustave.

### Parte 5: A Segunda Cópia do Segundo Testamento
De volta do Grande Budapeste, o início da guerra é iminente, e os militares apossaram-se do hotel transformando-o em quartel. Gustave entristece-se por achar que nunca mais conseguiria adentrar o hotel. Agatha junta-se aos dois e eles planejam entrar no hotel disfarçando-se de entregadores de doces. Dmitri chega no mesmo momento, e reconhece Agatha. Uma perseguição e um caótico tiroteio acontecem enquanto Zero e Agatha roubam e fogem com a pintura, que continuava escondida no mesmo lugar.
A inocência de Gustave é finalmente provada e é descoberto o segundo testamento de Madame D, que havia sido duplicado por Serge antes do original ser destruído, e que ele havia escondido junto à pintura. O testamento teria efeito somente se Madame D fosse assassinada. É revelado que Madame D era a dona do Grande Budapeste. Ela deixa boa parte de sua fortuna, o hotel e a pintura para Gustave, tornando-o um milionário. Ele passa a ser um hóspede frequente do hotel, sempre acompanhado de senhoras idosas, e Zero torna-se o novo concierge. Zero e Agatha se casam, e Dmitri desaparece.

### Epílogo
Após a guerra, o país é anexado. Durante uma viagem de trem cruzando a fronteira, soldados inspecionam os documentos de Gustave e Zero. Zero, contando a história, diz que Gustave foi levado para fora e executado após defendê-lo, uma vez que os soldados queriam prendê-lo por ser imigrante, da mesma forma que no início da história.
Agatha sucumbe à "gripe prussiana" e morre dois anos depois, assim como o filho deles. Zero herda toda a fortuna de Gustave e decide continuar o legado do Grande Hotel Budapeste, mas uma subsequente revolução em Zubrowka e a má situação financeira do país obrigam Zero a "contribuir" com sua herança inteira para o governo, de modo que ele possa continuar com o hotel em funcionamento.
De volta a 1968, a pintura pela qual Gustave e Zero arriscaram suas vidas agora fica pendurada atrás do balcão do concierge, esquecida e torta. Antes de voltar ao seu quarto, Zero Moustafa confessa para O Autor que o real motivo dele manter o hotel em funcionamento é que ele o faz lembrar de Agatha e dos melhores anos de sua vida. O Autor viaja para a América do Sul e nunca mais retorna ao Grande Hotel Budapeste.
Em 1985, O Autor completa suas memórias ao lado de seu neto. De volta ao tempo presente, a garota termina de ler o livro em frente ao monumento d'O Autor.

## Elenco
- Ralph Fiennes — Monsieur Gustave H.
- Tony Revolori — jovem Zero Moustafa
- Adrien Brody — Dmitri Desgoffe und Taxis
- Willem Dafoe — J.G. Jopling
- Jeff Goldblum – Vilmos Kovacs
- Saoirse Ronan — Agatha
- Edward Norton — Inspetor Henckels
- F. Murray Abraham — idoso Zero Moustafa
- Mathieu Amalric — Serge X.
- Jude Law — o jovem Escritor
- Harvey Keitel — Ludwig
- Bill Murray — Monsieur Ivan
- Léa Seydoux — Clotilde
- Jason Schwartzman — Monsieur Jean
- Tilda Swinton — Madame Céline Villeneuve Desgoffe und Taxis (Madame D.)
- Tom Wilkinson — o idoso Escritor
- Owen Wilson — Monsieur Chuck
- Bob Balaban — M. Martin

## Produção
Filmado em locação na Alemanha, especialmente na cidade de Görlitz e no Studio Babelsberg. Wes Anderson revelou que a história baseou-se em dois livros de escritor austríaco Stefan Zweig: Coração Impaciente e o póstumo Êxtase da Transformação. E traços do próprio Zweig compõem dois personagens: o Escritor e Monsieur Gustave. O filme foi lançado na abertura do 64º Festival de Berlim, em 6 de fevereiro de 2014.
A pintura Menino com uma Maçã é uma obra de arte real do pintor inglês Michael Taylor, concluída em 2012.

## Blu-ray
A versão em blu-ray foi lançada em 17 de junho de 2014.

## Prêmios e indicações
| Prêmio / Festival  | Categoria                          | Indicado | Resultado | Ref.          |
| ------------------ | ---------------------------------- | --- | --------- | ------------- |
| Festival de Berlim | Urso de Prata                      | The Grand Budapest Hotel | Venceu    | [ 10 ]        |
| Globo de Ouro      | Melhor filme de comédia ou musical | The Grand Budapest Hotel | Venceu    | [ 11 ]        |
| Globo de Ouro      | Melhor direção                     | Wes Anderson | Indicado  | [ 11 ]        |
| Globo de Ouro      | Melhor roteiro                     | Wes Anderson | Indicado  | [ 11 ]        |
| Globo de Ouro      | Melhor ator em comédia ou musical  | Ralph Fiennes | Indicado  | [ 11 ]        |
| SAG                | Melhor elenco em cinema            | F. Murray Abraham, Mathieu Amalric, Adrien Brody, Willem Dafoe, Ralph Fiennes, Jeff Goldblum, Harvey Keitel, Jude Law, Bill Murray, Edward Norton, Tony Revolori, Saoirse Ronan, Jason Schwartzman, Léa Seydoux, Tilda Swinton, Tom Wilkinson e Owen Wilson | Indicado  | [ 12 ]        |
| BAFTA              | Melhor filme                       | Wes Anderson, Scott Rudin, Steven Rales e Jeremy Dawson | Indicado  | [ 13 ] [ 14 ] |
| BAFTA              | Melhor diretor                     | Wes Anderson | Indicado  | [ 13 ] [ 14 ] |
| BAFTA              | Melhor ator em cinema              | Ralph Fiennes | Indicado  | [ 13 ] [ 14 ] |
| BAFTA              | Melhor fotografia                  | Robert Yeoman | Indicado  | [ 13 ] [ 14 ] |
| BAFTA              | Melhor montagem                    | Barney Pilling | Indicado  | [ 13 ] [ 14 ] |
| BAFTA              | Melhor som                         | Wayne Lemmer, Christopher Scarabosio, Pawel Wdowczak | Indicado  | [ 13 ] [ 14 ] |
| BAFTA              | Melhor roteiro original            | Wes Anderson | Venceu    | [ 13 ] [ 14 ] |
| BAFTA              | Melhor banda sonora                | Alexandre Desplat | Venceu    | [ 13 ] [ 14 ] |
| BAFTA              | Melhor direção de arte             | Adam Stockhausen e Anna Pinnock | Venceu    | [ 13 ] [ 14 ] |
| BAFTA              | Melhor figurino                    | Milena Canonero | Venceu    | [ 13 ] [ 14 ] |
| BAFTA              | Melhor maquiagem e penteados       | Frances Hannon | Venceu    | [ 13 ] [ 14 ] |
| Oscar              | Melhor filme                       | Wes Anderson, Scott Rudin, Steven Rales e Jeremy Dawson | Indicado  | [ 15 ] [ 16 ] |
| Oscar              | Melhor diretor                     | Wes Anderson | Indicado  | [ 15 ] [ 16 ] |
| Oscar              | Melhor roteiro original            | Wes Anderson e Hugo Guinness | Indicado  | [ 15 ] [ 16 ] |
| Oscar              | Melhor montagem                    | Barney Pilling | Indicado  | [ 15 ] [ 16 ] |
| Oscar              | Melhor fotografia                  | Robert Yeoman | Indicado  | [ 15 ] [ 16 ] |
| Oscar              | Melhor figurino                    | Milena Canonero | Venceu    | [ 15 ] [ 16 ] |
| Oscar              | Melhor maquiagem e penteados       | Frances Hannon e Mark Coulier | Venceu    | [ 15 ] [ 16 ] |
| Oscar              | Melhor direção de arte             | Adam Stockhausen e Anna Pinnock | Venceu    | [ 15 ] [ 16 ] |
| Oscar              | Melhor banda sonora                | Alexandre Desplat | Venceu    | [ 15 ] [ 16 ] |